# D'En Conquet
D'En Conquet es un cultivar de higuera de tipo higo común Ficus carica, unífera con higos de epidermis de color de fondo verde amarillento con sobre color amarillo verdoso. Se cultiva en la colección de higueras de Montserrat Pons i Boscana en Llucmajor, Islas Baleares.

## Sinonimia
- „sin sinónimo“,[4][6][7]

## Historia
Actualmente la cultiva en su colección de higueras baleares Montserrat Pons i Boscana, rescatada de un ejemplar o higuera madre localizada en la finca de "son Hereu" en una antigua cantera de arenisca hace tiempo abandonada llamada "d'en Conquet trencador", nacida en el interior de la cantera, la higuera tiene más de cien años, criada entre matorrales, pinos, estepas y acebuches, se expande por toda la cantera de una forma descomunal.
La variedad 'D'En Conquet' es una variedad nacida silvestre y se denominó de este modo por el nombre de la cantera donde se ubica. La variedad está circunscrita en la cantera de su nombre. Es una variedad similar a la 'Bordissot Blanca' con unos descriptores muy diferenciados.

## Características
La higuera 'D'En Conquet' es una variedad unífera de tipo higo común. Árbol de vigorosidad elevada, con un buen desarrollo, copa altiva y ramaje denso esparcido, follaje muy irregular con un elevado crecimiento anual de brotes. Sus hojas son de 5 lóbulos en su mayoría, menos de 3 lóbulos y pocas de 1 lóbulo. Sus hojas con dientes presentes márgenes serrados marcados. 'D'En Conquet' tiene mucho desprendimiento de higos, un rendimiento productivo elevado y periodo de cosecha prolongado. La yema apical cónica de color verde amarillento.
Los frutos 'D'En Conquet' son higos de un tamaño de longitud x anchura:48 x 54 mm, con forma urceolada, globosos, poco uniformes en las dimensiones pero simétricos en la forma, que presentan unos frutos medianos-grandes de unos 36,438 gramos en promedio, de epidermis con consistencia mediana, grosor de la piel gruesa, con color de fondo verde amarillento con sobre color amarillo verdoso. Ostiolo de 2 a 4 mm con escamas medianas rosadas. Pedúnculo de 2 a 4 mm cilíndrico verde oscuro. Grietas longitudinales escasas. Costillas poco marcadas. Con un ºBrix (grado de azúcar) de 24 de sabor dulce jugoso, con color de la pulpa rojo oscuro. Con cavidad interna pequeña, con pocos aquenios  medianos. Los higos maduran durante un periodo de cosecha largo, de un inicio de maduración sobre el 24 de agosto hasta 14 de octubre. De buen rendimiento productivo y periodo de cosecha prolongado.
Se usa como higos frescos y secos en alimentación humana. Difícil abscisión del pedúnculo y poca facilidad de pelado. Resistentes a las lluvias, susceptibles al agriado y a la apertura del ostiolo, y poco al desprendimiento.

## Cultivo
'D'En Conquet', se utiliza como higos frescos y secos en humanos. Se está tratando de recuperar de ejemplares cultivados en la colección de higueras baleares de Montserrat Pons i Boscana en Llucmajor.